# Švédské ozbrojené síly
Švédské ozbrojené síly (švédsky Försvarsmakten) jsou ozbrojené síly Švédska. Ozbrojené síly se dělí na pozemní síly (Armén), letectvo (Flygvapnet) a vojenské námořnictvo (Marinen). Zahraniční politika Švédska se vyznačovala po velmi dlouhou dobu neutralitou, ale v roce 2022 požádalo Švédsko o vstup do NATO. Vedení ozbrojených sil sídlí ve Stockholmu.

## Historie
Během první světové války Švédsko zůstalo neutrální. Neutralitu si zachovalo i v druhé světové válce. Po válce se Švédové snažili vytvořit obranný pakt s Norskem, které ale dalo přednost účasti v NATO. Švédové pak zůstali mimo vojenské bloky.

### Žádost o vstup do NATO
Po ruské invazi na Ukrajinu v roce 2022 se postoj veřejného mínění ve Švédsku zásadně proměnil ve prospěch vstupu do NATO. Průzkum z 1. dubna ukázal, že asi 51 % Švédů bylo pro členství v NATO a jen 27 % proti. Švédsko společně Finskem požádalo 18. května 2022 o vstup do NATO. Dne 5. července 2022 podepsali zástupci třiceti členských zemí Severoatlantické aliance protokol o přistoupení Finska a Švédska, přičemž ratifikační proces probíhá.
Velké národní shromáždění Turecka schválilo dne 23. ledna 2024 členství Švédska v alianci O den později uvedl maďarský premiér Viktor Orbán, že požádá maďarský parlament o urychlené přijetí návrhu na členství Švédska v alianci, neboť Maďarsko zůstalo jedinou zemí, která vstup neschválila.